# Zhang Yi (Qin)
Zhang Yi (chinesisch 張儀 / 张仪, Pinyin Zhāng Yí; † 309 v. Chr.) war ein Stratege des Staates Qin zur Zeit der Streitenden Reiche im alten China. Er stammte aus dem Staat Wei und trug zur Vereinigung Chinas unter dem Qin-Staat bei.
| Personendaten    | Personendaten                                                         |
| ---------------- | --------------------------------------------------------------------- |
| NAME             | Zhang, Yi                                                             |
| ALTERNATIVNAMEN  | 张仪; 張儀; Zhāng Yí                                                  |
| KURZBESCHREIBUNG | chinesischer Stratege des Staates Qin zur Zeit der Streitenden Reiche |
| GEBURTSDATUM     | 4. Jahrhundert v. Chr.                                                |
| STERBEDATUM      | 309 v. Chr.                                                           |